# История Сула, Санага и Айна
Начиная с середины 3-го тысячелетия до н. э. к берегам северного Сомали (названным египтянами «страной Пунт», откуда в нынешнее время пошло название государства Пунтленд, претендующего на территории регионов Сул и Айн, а также восточную часть Санага) совершали плавания египтяне, вывозившие оттуда золото, благовонные смолы, древесину. Пытаясь установить здесь своё господство, правители Египта воспитывали при своём дворе детей местной знати.

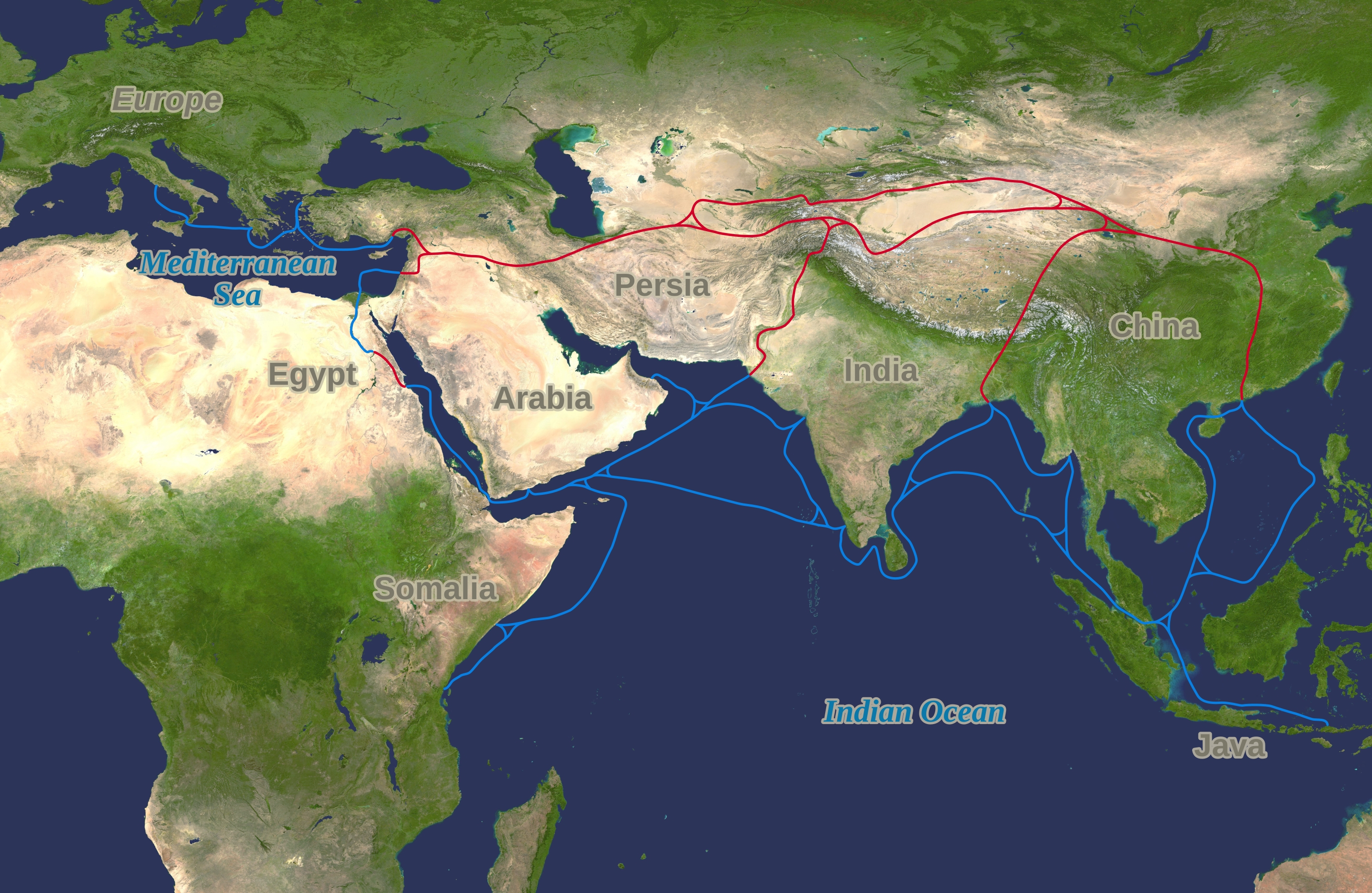
Древний Шёлковый путь

В III-м веке до н. э. на севере Сомали основали свои фактории греки и египтяне, подданные Птолемеев. Они занимались, кроме прочего, отловом и отправкой в Египет слонов.
В то время основное население Сомали составляли кочевники-скотоводы, но на побережье Аденского залива уже существовали портовые посёлки. В I—II веках н. э. население побережья северного Сомали через порты Авалит, Малао, Опона вело торговлю с Римской империей, Южной Аравией, Индией. Из Сомали вывозились благовонные смолы, пряности, слоновая кость, панцири черепах, рабы, а ввозились ремесленные изделия и продовольственные товары.
В период расцвета Аксумского царства (древняя Эфиопия, IV—VI века н. э.) под его власть подпадает северная часть Сомали, возникает важный порт Зейла (восточнее нынешнего Джибути).
С упадком влияния Аксума на севере Сомали возникает раннегосударственное образование Бербера и союз племён Хавия. В них входили полуосёдлые земледельцы-скотоводы, а также кочевники.
В настоящее время регионы Сул, восточный Санаг и Айн объединяет общая клановая принадлежность их жителей (субклан Дулбаханте клана Дарод) и общая история, наиболее славным периодом которой считается конец XIX — начало XX века, когда существовало государство дервишей. Термин Дервишленд и по сей день очень популярен в Суле, Санаге и Айне и является «вторым» (неофициальным) названием для государственных образований на данных территориях, названия которых не раз менялись (сейчас существует Сомалийское Государство Хатумо, до 2012 года существовал Сул-Санаг-Айн, до этого — Нортленд).

## Колониальный период

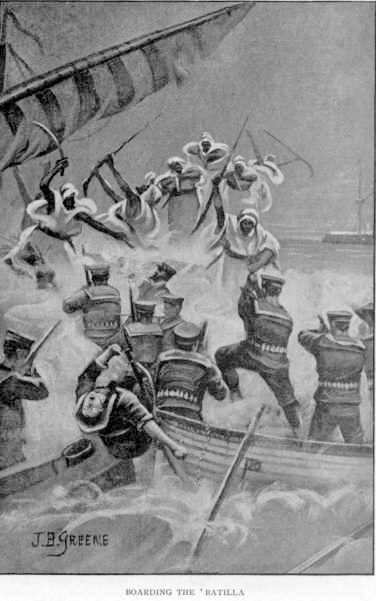
Дервиши сражаются с британцами на море

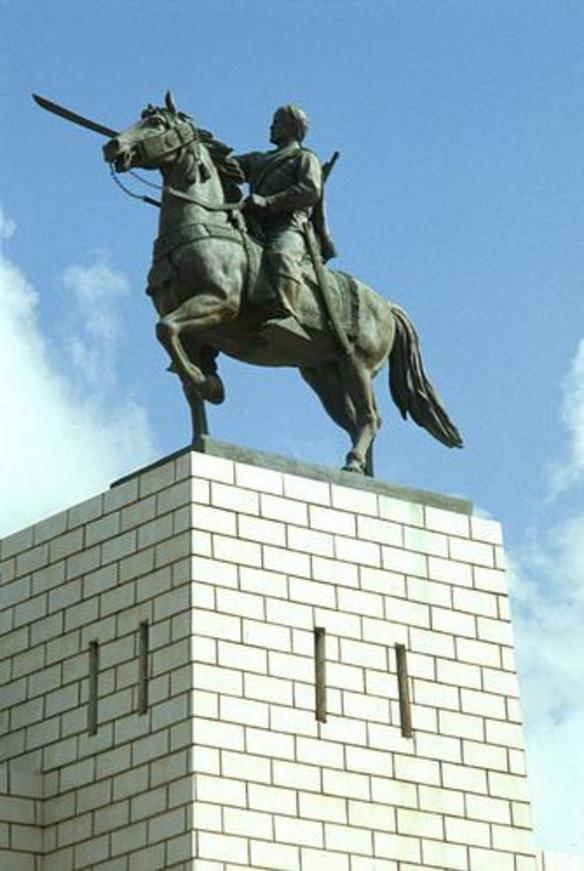
Памятник Мухаммеду Абдулла бен Хасану в Могадишо

Территория регионов Сул, Санаг и Айн была частью государства дервишей, существовавшего до 1920-21 годов. Со второй половины XIX века дервиши вели постоянную борьбу против британских колонизаторов. В марте 1899 года глава Салиханского дервишского ордена Мухаммед Абдулла бен Хасан, способный оратор и поэт, возглавил вооруженную борьбу против британцев и эфиопских феодалов. С отрядом в 3 тыс.сабель он совершил набег на город Буръо, который со второй попытки был взят и назначен столицей. После этих событий Мухаммед Абдулла бен Хасан взял себе титул Махди, а у англичан получил прозвище Бешеный мулла. В августе 1900 года он напал на племя Адежелла, дружественное британцам, захватив город Хад. Британцы начинают готовить ответные меры, а в конце 1900 года эфиопский император Менелик II предлагает британцам помощь в борьбе с дервишами. В марте 1901 года британцы начинают первую карательную операцию против дервишей и одерживают ряд побед. 22 мая подполковник британской армии Дж. Свейн собрал армию из полутора тысяч сомалийцев под предводительством 21 британского офицера и предпринял наступление из Буръо, в то время как эфиопские войска численностью 15 тыс. человек вышли из города Харэр и помогли разгромить 20-тысячную дервишскую армию. Однако к январю 1902 года дервиши пополняют свои ряды за счёт поддержки большинства племени Дулбаханте (англ.). Вторая картельная операция британцев была проведена летом 1902 года, в ней была задействована британская королевская пехота численностью 2 тыс. человек. В целом операция была успешна для нападавших, поскольку лишь 1,5 тыс. из 15 тысяч ополченцев муллы были вооружены огнестрельным оружием, но добиться захвата саиого муллы британцы не смогли. Третья карательная операция началась 22 февраля 1903 года и закончилась поражением британцев. После четвёртой карательной операции бен Хасан вынужден был бежать в Итальянское Сомали, где заключил мир с британцами и итальянцами. Однако уже в 1910 году начинается новая война после нападения бен Хасана на приграничные территории. Лишившись поддержки Турции и Германии с окончанием Первой мировой войны, армия бен Хасана была разгромлена, её остатки бежали в Эфиопию. Сам Мухаммед Абдулла бен Хасан погиб 21 декабря 1920 года. Территория Сула, Санага и Айна стала неотъемлемой частью Британского Сомали, существовавшего до 26 июня 1960 года (1 июля объединённого с бывшим Итальянским Сомали в единое государство Сомали).

## Современный период
Государство Сомалиленд населяют в основном представители четырёх сомалийский кланов, но центральное место в государственном управлении предоставлено клану исаак. С 1991 года, когда представители других кланов формально согласились на независимость от Сомали из-за того, что данное государство де-факто прекратило существование, права этих кланов расширены не были, что привело к вооружённому противостоянию. В населённых преимущественно субкланом Дулбаханте (англ.) (клан Дарод) провинциях Сул, Санаг и Айн была сформирована собственная администрация ставящая перед собой целью по подобию Пунтленда вхождение в будущем в состав единого Сомали в качестве автономии. В октябре 2007 года контролируемая в то время Пунтлендом территория Сула и Санаага была частично захвачена Сомалилендом. Сомалилендские милиционные отряды устроили карательные акции на присоединённых территориях, результатом стали десятки тысяч беженцев из Ласъанода и прилегающих территорий. 1 мая 2008 года лидеры Сул-Санаг-Айна провозгласили собственное государство Нортленд со столицей в неподконтрольном им Ласъаноде, но в 2009 году оно было почти полностью захвачено Сомалилендом и Пунтлендом и прекратило своё существование, сохранив контроль лишь за небольшим сектором на юге провинции Айн. В начале 2011 года Сул-Санаг-Айн отвоевал обратно часть территории, выйдя к границам Пунтленда.
23 июня 2011 года в городе Уидвид на северо-западе региона Айн началась мирная конференция между представителями Сомалиленда и Сул-Санаг-Айна.
Несмотря на то, что значительная часть провинций Санаг и Сул оставалась под контролем Сомалиленда, к концу 2011 года HBM-SSC и Пунтленд контролировали почти всю территорию Сомали, населённую кланом Дулбаханте. Единственным значимым участком, населённым этим племенем, но остающимся за бортом перечисленных государств, остался город Ласъанод.
20 декабря 2011 года началась конференция в округе Талех провинции Сул, где 12 января 2012 года главы провинций Сул, Санаг и Айн провозгласили создание нового автономного государства в составе единого Сомали под названием Сомалийское Государство Хатумо. Оно не является непризнанным государством (или непризнанной автономией), поскольку получило признание от федерального переходного правительства Сомали в лице президента.
Создание самостоятельной признанной автономии в составе Сомали значительно усложнило ситуацию в регионе. Соседние Сомалиленд и Пунтленд не согласились смириться с независимостью Хатумо от них. Президент Пунтленда назвал действия федерального переходного правительства Сомали по признанию нового автономного государства превышением полномочий, а в правительстве Сомали произошёл скандал с появлением дезинформации об отмене признания Хатумо. С марта 2012 года вновь перешло в активную фазу противостояние Хатумо с Сомалилендом, однако попытки последнего захватить Буходле оказались безуспешными. Решение властей Сул-Санаг-Айна по провозглашению собственного государства увязывалось с охлаждением отношений между Сомалилендом и Эфиопией, без поддержки которой возможности сомалилендцев в плане наступательных действий были весьма ограничены.
Начиная с 2014 года Хатумо начал утрачивать позиции. Отдельные представители клана вступили в переговоры с правительством Сомалиленда, фактически без боя сдав свои территории соседнему государству. Был утрачен контроль над такими важными городами как Талех и Худун. Параллельно с этим Сомалиленд вёл захват территорий соседнего Маахира. К концу 2016 года Хатумо сохраняло контроль над небольшой территорией вдоль границы Сомалиленда с Эфиопией. Во временную столицу Хатумо - город Буходле - неоднократно входили сомалилендские военные, правительство Хатумо было вынуждено покинуть город.
С середины 2016 года правительство Хатумо ведёт мирные переговоры с Сомалилендом. В феврале 2017 года президент Хатумо посетил приграничные территории и встретился с сомалилендскими чиновниками и военными. В марте 2017 года переговоры между Хатумо и Сомалилендом проходили в Джибути.
См. подробно Пунтленд-сомалилендский конфликт.